# De Hoogt (toren)
De Hoogt is een gebouw in de Nederlandse stad Utrecht.
Het gebouw aan de rand van de subwijk Kanaleneiland werd in 1968 geopend. Destijds was het met circa 65 meter de hoogste woontoren van Nederland. Het gebouw telt zo'n 20 verdiepingen. In de plint bevinden zich kantoorruimtes. De etages boven de kantoorruimtes bevatten 102 wooneenheden. Het gebouw heeft een draagconstructie van gewapend beton. De architecten van De Hoogt zijn H. Nefkens en Th. Benschop. Hun ontwerp is typerend voor de rationele en functionele architectuur van dat decennium. De opdrachtgever was de Nationale Levensverzekeringsmaatschappij (Nationale Nederlanden).